# Jimmy the Gent
Jimmy the Gent (bra: Bancando o Cavalheiro) é um filme pre-Code estadunidense de 1934, do gênero comédia dramática criminal, dirigido por Michael Curtiz, estrelado por James Cagney e Bette Davis, e coestrelado por Alice White e Allen Jenkins. O roteiro de Bertram Millhauser foi baseado na história "The Heir Chaser", de Ray Nazarro e Laird Doyle.
A produção marcou a primeira vez que Cagney e Davis reuniram-se em uma produção, que se repetiu em "The Bride Came C.O.D.", sete anos depois.

## Sinopse
O inescrupuloso Jimmy Corrigan (James Cagney) dirige uma agência que procura herdeiros daqueles que morreram sem deixar testamento, e muitas vezes fornece requerentes falsos para cobrar seus honorários. Quando sua ex-namorada Joan Martin (Bette Davis), que o deixou por causa de sua falta de ética, aceita um cargo na empresa supostamente legítima de Charles Wallingham (Alan Dinehart), Corrigan investiga o passado de Wallingham e descobre que seu rival é ainda mais dúbio que ele.

## Elenco
- James Cagney como Jimmy Corrigan
- Bette Davis como Joan Martin
- Alice White como Mabel
- Allen Jenkins como Lou
- Alan Dinehart como Charles Wallingham
- Arthur Hohl como Monty Barton
- Hobart Cavanaugh como Worthingham Falso
- Mayo Methot como Gladys Farrell
- Phillip Reed como Ronnie Gateson
- Renee Whitney como Telefonista
- Ralf Harolde como Hendrickson
- Merna Kennedy como Datilógrafa
- Philip Faversham como Interno
- Nora Lane como Sarah Posy Barton

## Produção
Antes de seu lançamento geral, os títulos de produção do filme foram "Blondes and Bonds" e "The Heir Chaser".
Tanto Cagney quanto Davis consideraram "Jimmy the Gent" um filme de estúdio descartável, e nenhum deles ficou feliz com o resultado. Cagney raspou as laterais de seu cabelo para o filme, sem o conhecimento do diretor Michael Curtiz ou chefe de unidade de estúdio Hal B. Wallis. Curtiz ficou chocado quando viu o corte de cabelo, já Wallis se ressentiu. Bette Davis também não apreciou o feito e se recusou a tirar fotografias publicitárias ao lado de Cagney.

## Recepção
A resposta da crítica especializada foi bastante positiva. Mordaunt Hall, em sua crítica para o jornal The New York Times descreveu o filme como "um trabalho rápido e cheio de gírias, no qual Cagney está mais assertivo do que nunca ... [ele] aborda os argumentos delicados de suas falas com velocidade e força ... Bette Davis está atraente e capaz como Joan". A revista Variety disse: "Jimmy the Gent ... [é] especialista, meticuloso, tipicamente Cagney ... e bom para dar muitas risadas".

### Bilheteria
"Jimmy the Gent" foi bem nas bilheterias. O filme faturou US$ 332.000 nacionalmente e US$ 135.000 no exterior, totalizando US$ 467.000 mundialmente.